# Колос (Запорізький район)
Ко́лос — село в Україні, Запорізькому районі Запорізької області. Входить до складу Михайло-Лукашівської сільської громади. 
Площа села – 32,5 га. Кількість дворів – 18, кількість населення на 01.01.2007 р.  –  30 чол. 

## Географія
Село Колос знаходиться за 1 км від правого берега річки Солона, на відстані 2 км від села Михайло-Лукашеве. Поруч проходить автомобільна дорога Н15.
Село розташоване за 16 км від міста Вільнянськ, за 41 км від обласного центра. 
Найближча залізнична станція – Вільнянськ – знаходиться за 16 км від села.

## Історія
Село утворилось в 1870-х роках як хутір Бергсталь. В 1880р. стало власністю меноніта Франца Петерса, у 1901 р. – його спадкоємців. 
7 (20) листопада 1917 року, відповідно до Третього Універсалу Української Центральної Ради, увійшло до складу Української Народної Республіки.
Внаслідок поразки Перших визвольних змагань село надовго окуповане більшовицькими загарбниками.
Наприкінці 1920-х рр. тут утворився колгосп «Колос», що дало нову назву селу. 
В 1932-1933 селяни пережили сталінський геноцид.
З 24 серпня 1991 року село входить до складу незалежної України.
До 2020 року орган місцевого самоврядування — Антонівська сільська рада.
День села відзначається 20 вересня. 
12 червня 2020 року, відповідно до розпорядження Кабінету Міністрів України № 713-р «Про визначення адміністративних центрів та затвердження територій територіальних громад Запорізької області», село увійшло до складу Михайло-Лукашівської сільської громади. 
19 липня 2020 року, в результаті адміністративно-територіальної реформи та ліквідації Вільнянського району, село увійшло до складу новоутвореного Запорізького району.

## Населення

### Мова
Розподіл населення за рідною мовою за даними перепису 2001 року:
| Мова       | Кількість | Відсоток |
| ---------- | --------- | -------- |
| українська | 50        | 90.91%   |
| російська  | 5         | 9.09%    |
| Усього     | 55        | 100%     |